# Hoya Corporation
Hoya Corporation (HOYA株式会社, Hoya Kabushiki Gaisha) è un'azienda giapponese fondata nel 1941 a Naka-Ochiai, Shinjuku, presso Tokyo specializzata nella produzione di materiale fotografico come filtri ma anche di laser, lenti a contatto, posateria ed oggetti d'arte.
Nel 2007 ha rilevato la Pentax, che ha poi ceduto nel 2011 alla Ricoh.